# چارنه (شهرستان گووداپ)
چارنه (به لهستانی:  Czarne) یک روستا در لهستان است که در گمینا دوبنگنکی واقع شده‌است. چارنه ۴۷ نفر جمعیت دارد.